# Brilliance V3
O Brilliance V3 é um automóvel do tipo SUV compacto produzido pela Brilliance Auto, compartilha da mesma plataforma do Brilliance H230, foi lançado na China no ano de 2015, em 2017 passou por uma reestilização.